# Senador Firmino
Senador Firmino is een gemeente in de Braziliaanse deelstaat Minas Gerais. De gemeente telt 7.361 inwoners (schatting 2009).

## Aangrenzende gemeenten
De gemeente grenst aan Brás Pires, Divinésia, Dores do Turvo, Paula Cândido, Presidente Bernardes en Ubá.